# 游寿
游寿（1906年9月—1994年2月16日），字介眉，别名戒微，福建霞浦人，中国女书法家、古文字学家、考古学家、诗人，近代学者型书家的代表人物之一。曾任黑龙江省政协委员、中国书法家协会理事、黑龙江省书法家协会副主席。

## 生平
游寿于清光绪三十二年（1906年）九月出生，高祖游光绎、曾祖游大琛均进士出身，父亲游学诚是清末民初霞浦县教育人物，清末举人出身:75-77。
游寿早年就读于由其父亲创办的霞浦县女子小学，五四运动爆发后，她与福州的一些学生一起在霞浦的福建省立第三中学组织响应，后因此事一度遭到当地政府的追捕，后因友人提前告知而幸免:1-4。民国九年（1920年），考入福州女子师范学校；民国十七年（1928年），入南京中央大学中文系深造，毕业后在厦门集美师范学校任教；民国二十三年（1934年），考入金陵大学文科研究所，兼课于南京汇文女子中学；民国二十五年（1936年）毕业，获文学硕士学位；民国三十年（1941年），在四川女子师范学院任教，主讲中国古典文学。民国三十四年（1945年），参加中央博物院筹备工作，与曾昭燏一起整理善斋青铜器，后任博物院馆员，完成《李德裕年谱》等历史、书法方面的论证，并创作《伐绿萼梅赋》等文学作品；民国三十五年（1946年）回南京，任南京图书馆金石部主任；民国三十八年（1949年）在南京大学中文系任教授。
1951年在山东师范学院中文系任教；1957年主动要求调入哈尔滨师范大学，先后任中文系、历史系教授，讲授考古学、古文字学、先秦文学和书法艺术。1994年2月16日，因病在哈尔滨逝世，享年89岁。

## 成就

### 考古
1960年，哈尔滨市郊黄山出土猛犸象骨骼残断，游寿据此推断黑龙江省有古人类存在，并撰《黑龙江省和内蒙古呼盟的旧石器晚期骨制工具》一文；1979年2月在黑龙江省考古学会议上，以自己对拓跋鲜卑人的起源及发祥地的考古研究所得，否定“石室”在苏联界内尼布楚城西之说，提出应在嫩江流域一带。经呼伦贝尔盟文管站米文平考察，同年8月在内蒙古鄂伦春自治旗发现“嘎仙洞”，从石壁上发现1500多年的“石室”祝文，证实“嘎仙洞”就是拓跋鲜卑人发祥地的“旧墟石室”；1980年春节，游寿回乡深入赤岸村考察，发现唐代大石槽、南宋绍兴间井栏碑刻、宋代碉堡残垣和宋瓷影青碎片等珍贵文物，为研究霞浦古文化提供依据。

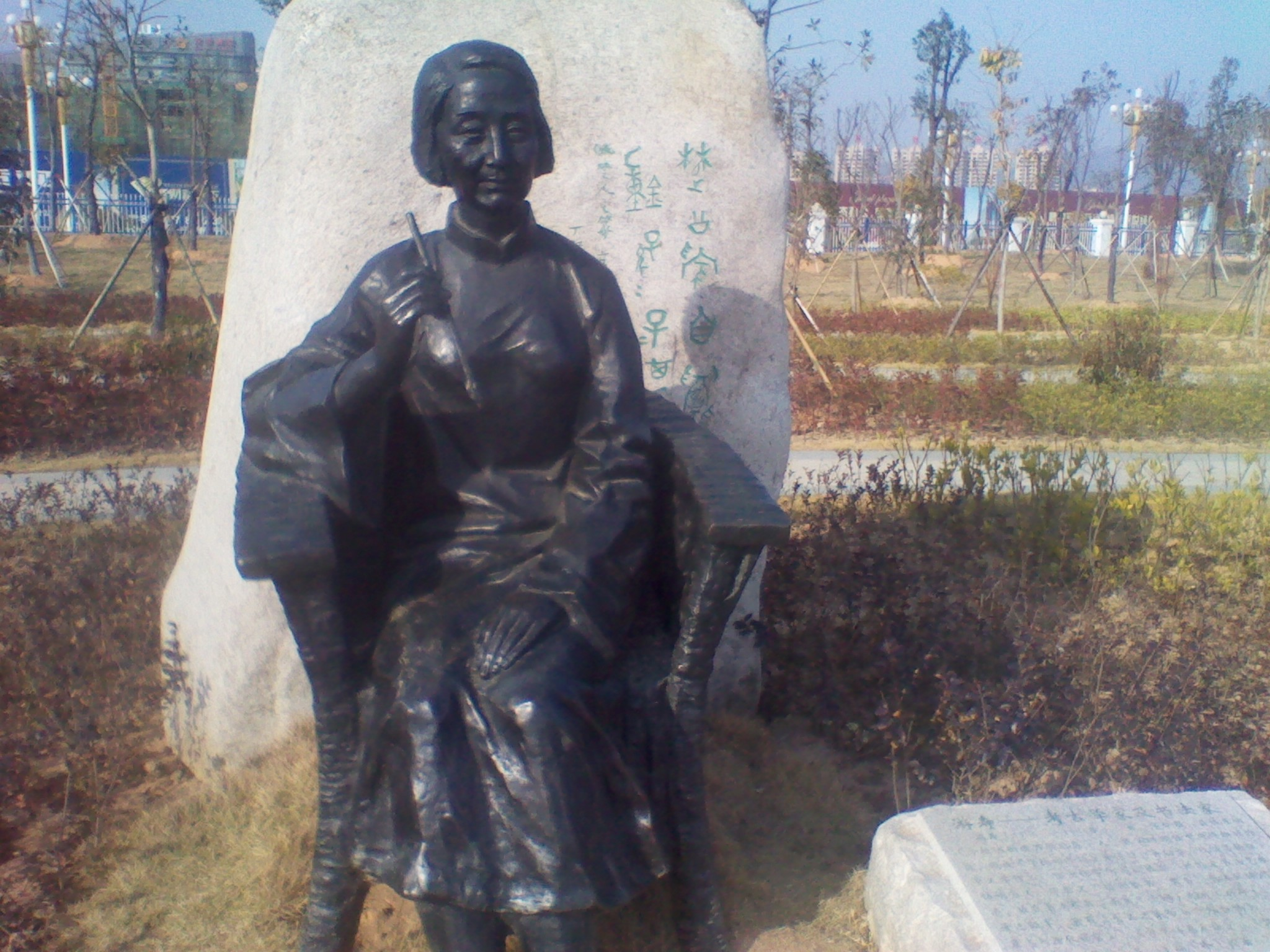
福宁文化公园内的游寿塑像

### 书法
游寿在福州女师念书时受师邓仪中教授书法；进南京中央大学后，从胡小石攻先秦文字和书法，从事金文、甲骨文研究，临摹大量的金文拓片和汉碑，发表《书苑缕锦》等书论文章。
书法擅篆书、隶书，与另一女书法家萧娴比肩。晚年，注重书法理论研究，对“南帖北碑”有独到见解。后黑龙江省书法协会副主席，与美国、英国、加拿大、澳大利亚、日本等国交流频繁。1985年日本出版的《书道年谱》，对游的书法给予很高评价。

## 著述
发表《金文之策命与赍赐仪物》《梁守谦墓志与唐代宦官》《晋黄淳墓表跋》《梁天监五年造像跋尾》《从考古文物中看度量与工具》《楚辞琐谈》《历代书法选》《古文字形体学》等论著。此外，游壽尚有不少舊體詩作傳世，惜至今尚未結集出版。